# Gran Santuario de Taiwán
El Gran Santuario de Taiwán (台湾神宮 Taiwan Jingū?,  chino tradicional: 臺灣神宮, chino simplificado: 台湾神宫, pinyin: Táiwān shéngōng) fue el santuario sintoísta (Kanpei Taisha) de mayor rango en Taiwán durante el dominio colonial japonés. Entre los 66 santuarios sintoístas oficiales en Taiwán, el Gran Santuario de Taiwán fue uno de los más importantes y su ubicación lo hacía también uno de los más elevados.

## Historia
Originalmente nombrado como el Santuario de Taiwán en 1901 en la cima de la montaña Jiantan, cerca de Jiantan, en Taipéi. El Príncipe Kitashirakawa Yoshihisa y tres deidades de los cultivos fueron añadidos como deidades tutelares (祭神 saijin?). El santuario fue elevado al grado de Gran Santuario en 1944 cuando Amaterasu fue nombrada deidad tutelar del santuario. Este santuario se convirtió en el santuario tutelar de Taiwán y el más importante de la isla. El Gobernador General de Taiwán designó el 28 de octubre como el Festival del Santuario de Taiwán (台湾神社際 Taiwan Jinjasai?) y era un día festivo en todo Taiwán.
El 12 de abril de 1923 el príncipe heredero Hirohito, quien se convertiría posteriormente en el Emperador Shōwa, viajó por dos semanas a Taiwán. Como un preparativo a su visita al Gran Santuario de Taiwán, fue creado el camino Chokushi (敕使街道 Chokushi kaidō?,  actual Zhongshan (Taipéi)) que conduciría al santuario.
El 23 de octubre de 1944, previo al festival, un avión de pasajeros perdió el control y se estrelló en la cima de la montaña donde se ubicaba el santuario. El accidente y el subsecuente incendio destruyó el torii, las linternas de piedra tōrō y otras estructuras importantes.
Con la rendición de Japón en 1945, se desmantelaron los santuarios sintoístas en Taiwán y en las ruinas del antiguo Gran Santuario de Taiwán se edificó el Taiwan Hotel. Fue expandido posteriormente en 1952 para convertirse en el actual Grand Hotel. Dos toros de bronce que coronaban la entrada del Gran Santuario fueron recolocados en el Parque Memorial de los 228.

## Galleria

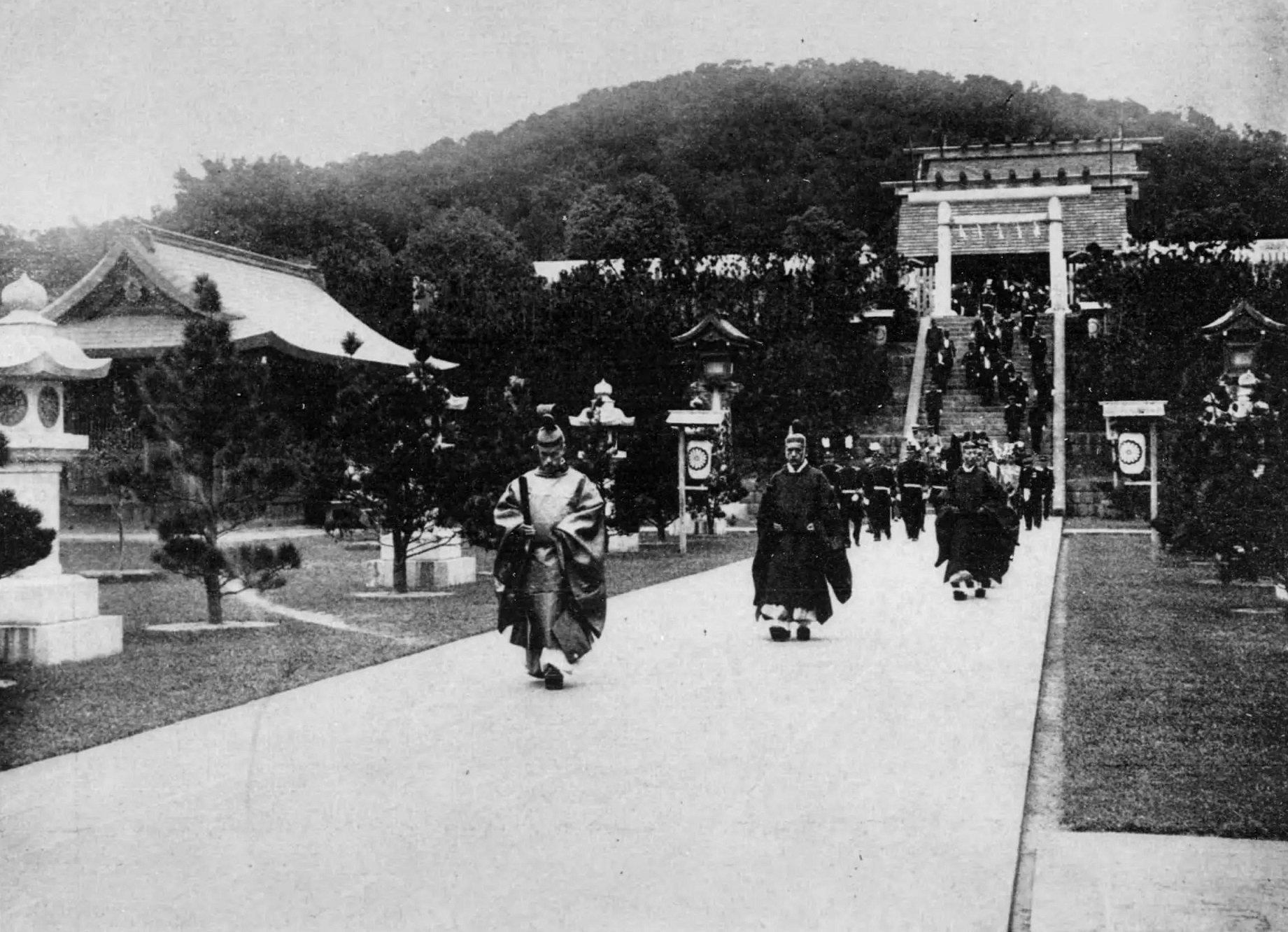
Los ritos conmemorativos del príncipe Kitashirakawa Yoshihisa en el Santuario de Taiwán (28 de octubre de 1913)
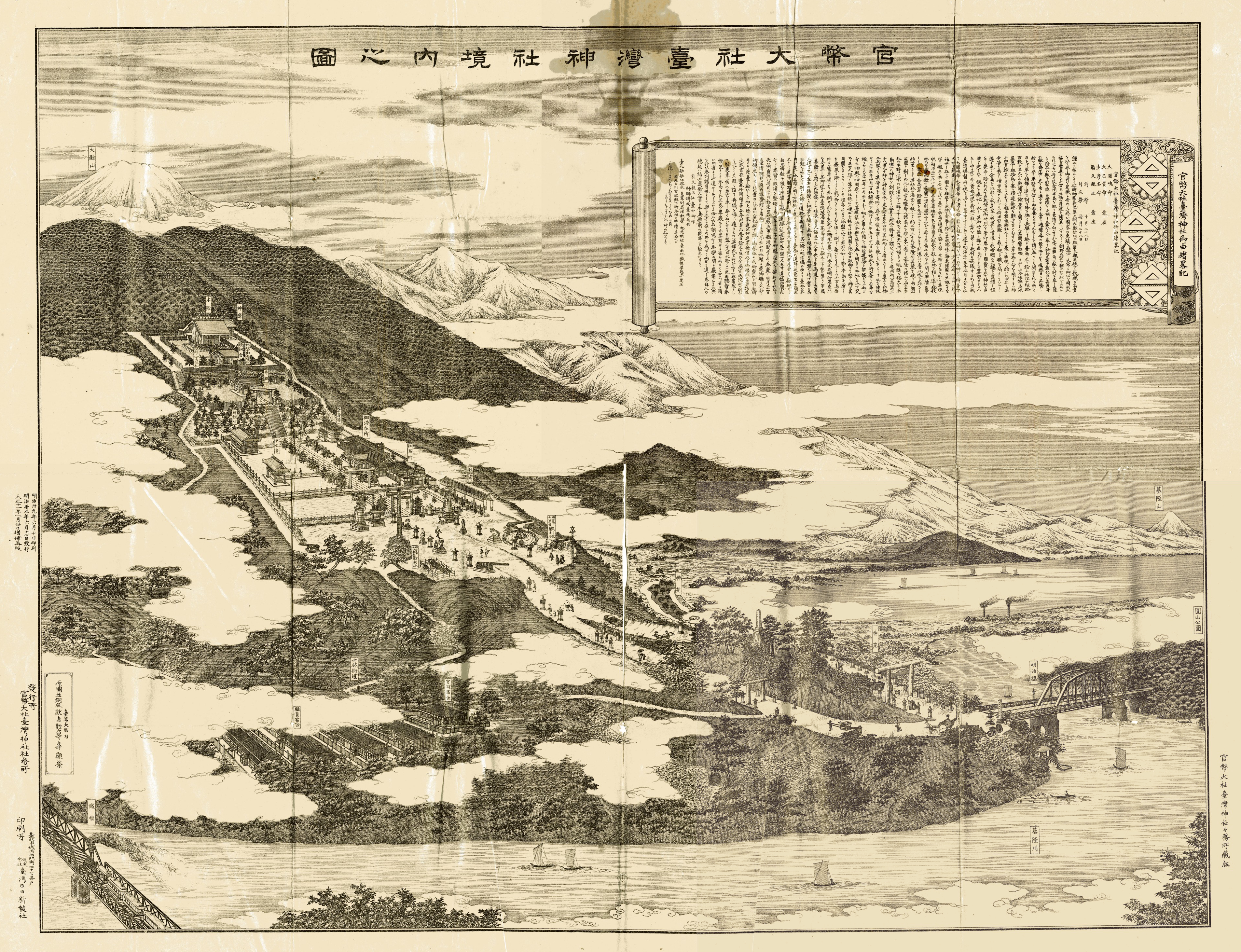
El mapa del Gran Santuario de Taiwán (década de 1920) registra la ubicación de cada objeto e información detallada
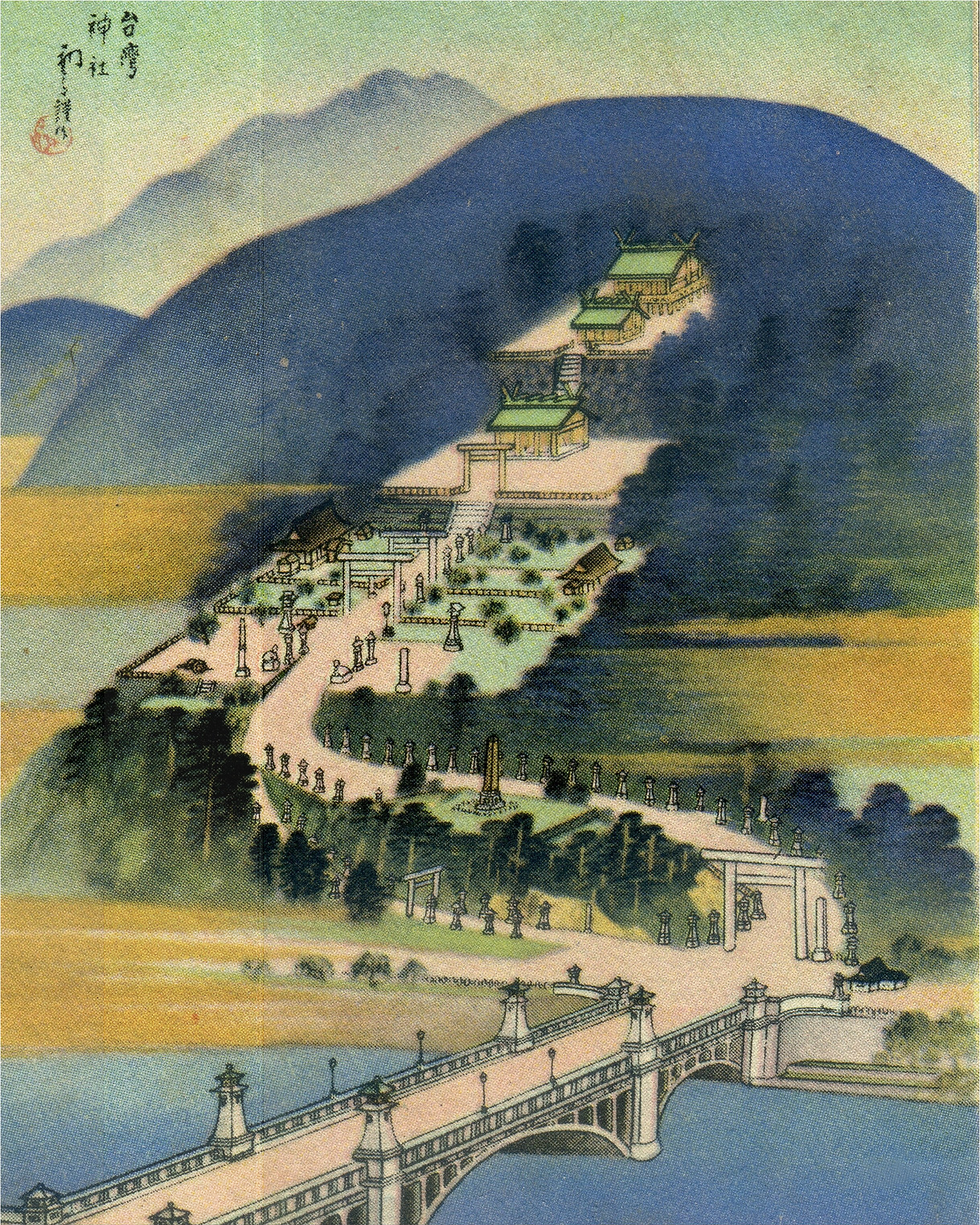
Pintura del Gran Santuario de Taiwán durante el período colonial japonés
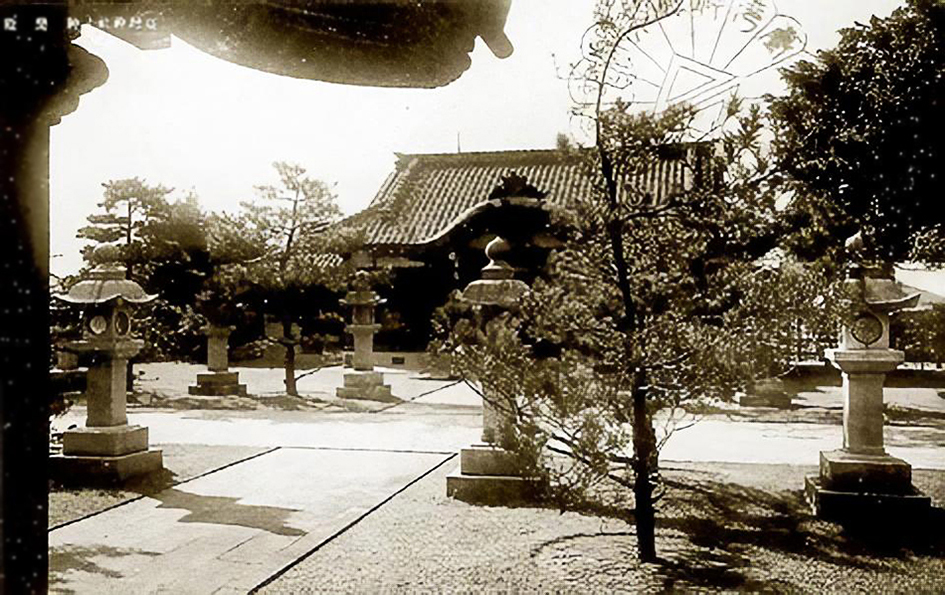
Gran Santuario de Taiwán
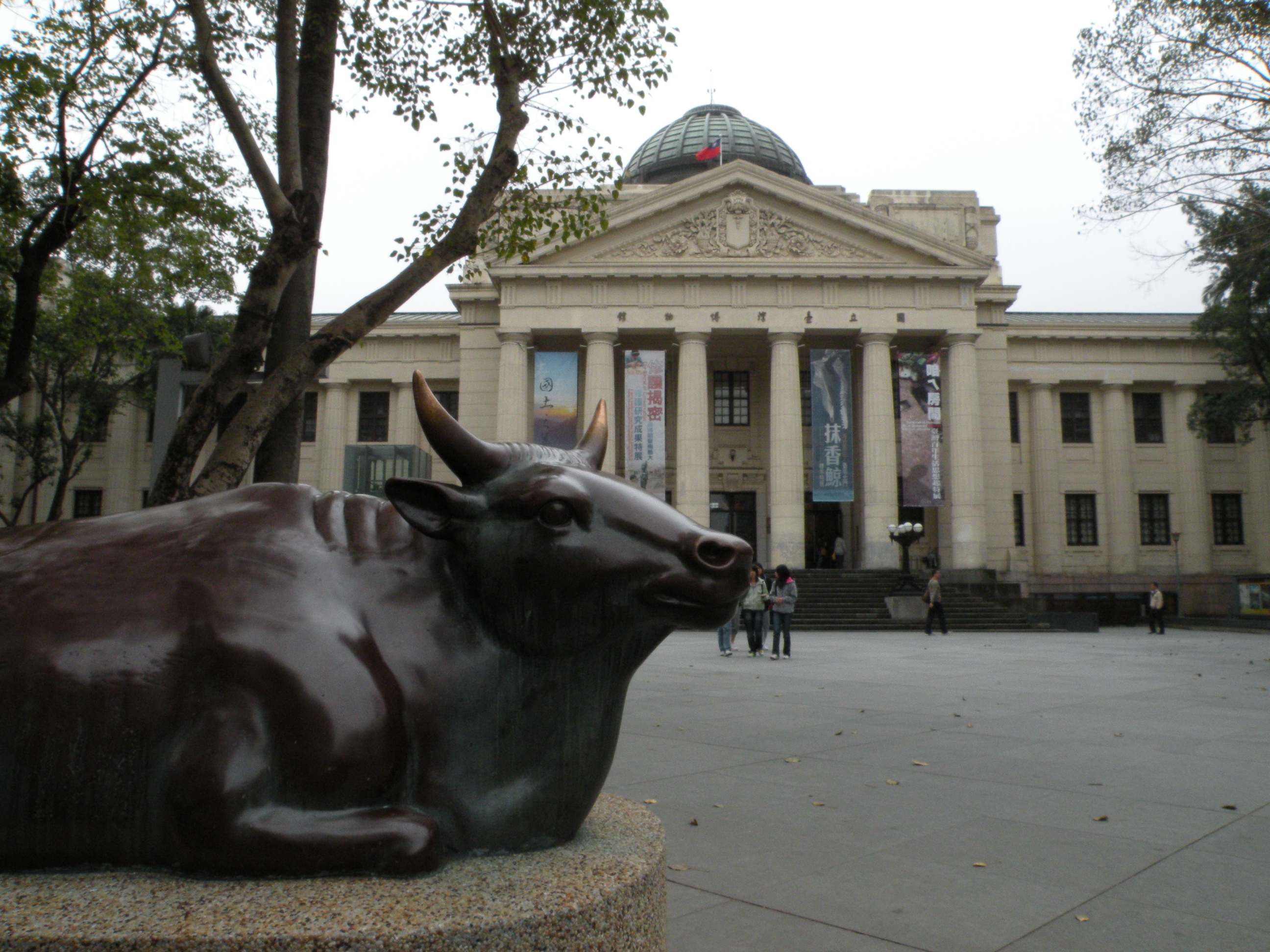
Este búfalo de cobre a la entrada del Museo Nacional de Taiwán desde el final de la Segunda Guerra Mundial proviene originalmente del gran santuario.